# Igor Goicovic Donoso
Igor Alexis Goicovic Donoso (Illapel, Coquimbo, 5 de noviembre de 1960) es un historiador chileno, militante político de izquierda, académico del Departamento de Historia de la Universidad de Santiago de Chile y de la Universidad de Playa Ancha de Valparaíso.

## Biografía
Nació el 5 de noviembre de 1960, en la ciudad de Illapel, región de Coquimbo. Realizó sus estudios secundarios en el Liceo C-17 de Los Vilos (actual Liceo Federico Lohse Vargas). En 1980 ingresó a la Carrera de Historia en la Pontificia Universidad Católica de Valparaíso donde se tituló, en 1989, como profesor de Historia y Geografía.
Mientras realizaba sus estudios universitarios participó activamente en la lucha contra la dictadura que encabezaba Augusto Pinochet Ugarte. Primero, como militante de la Juventud Socialista de Chile (JS) y más tarde en las filas del Movimiento de Izquierda Revolucionaria (MIR). Como consecuencia de su participación en la lucha contra la dictadura fue detenidos en dos ocasiones: En 1982, acusado de infracción al Decreto Ley N° 77, que puso fuera de la ley a las organizaciones políticas de izquierda, permaneciendo en prisión durante tres meses en la Cárcel pública de La Serena y, más tarde, en 1984, acusado de infringir la Ley de Control de Armas y Explosivos (21 de octubre de 1972). En esta segunda ocasión permaneció detenido dos años en la Cárcel Pública de Valparaíso.
En 1990 ingresó a la Corporación Municipal Viña del Mar para el Desarrollo Social, como profesor de Historia y Geografía, desempeñándose como profesor de aula en el Centro de Educación de Adultos Los Castaños (actual Centro de Educación, Capacitación y Perfeccionamiento Los Castaños), hasta el año 2002. Mientras se desempeñaba como profesor secundario cursó sus estudios de Maestría en Historia, en la Universidad de Santiago de Chile, obtenido el grado de Magíster Artium en Historia en 1996. Su tesis, titulada: Asentamiento humano y construcción de espacio urbano. Los Vilos 1855 1965, fue dirigida por el  historiador chileno René Salinas Meza. Posteriormente, entre 1998 y 2000, realizó sus estudios de doctorado en la Universidad de Murcia (España), obteniendo su grado de Doctor en Filosofía y Letras. Geografía e Historia en 2005, con la tesis: Redes de solidaridad, mecanismos de retribución y procesos de reproducción social en la familia popular del Chile tradicional (1750-1860), dirigida por el catedrático Francisco Chacón Jiménez.
Ha desarrollado su trabajo académico en el Centro de Estudios Sociales CIDPA y en las universidades de Los Lagos, de Concepción y de Playa Ancha. Se desempeña como profesor titular en el Departamento de Historia de la Universidad de Santiago de Chile.
Ha desarrollado diferentes líneas de trabajo historiográfico. Sus primeras contribuciones se centraron en la historia local y regional, destacando sus investigaciones sobre los conflictos sociales y políticos en el valle del Choapa (Región de Coquimbo). Mientras trabajó en el Centro de Estudios Sociales CIDPA, abordó la historia social de la infancia y de los jóvenes, para luego tratar la historia de la familia y los afectos.  
A partir del año 2006 dio inicio a los estudios sobre violencia política en Chile, fundando el Seminario de Historia de la Violencia. Este espacio académico, a su vez, puso en marcha el Seminario Internacional sobre Historia de la Violencia en América Latina, que ha realizado encuentros especializados en Santiago (Chile, 2012), Córdoba (Argentina, 2014), La Paz (Bolivia, 2016), Barranquilla (Colombia, 2018), Santiago (Chile, 2022) y Buenos Aires (2024).

## Obras
- Huellas y marcas indelebles en la historia. Actores y procesos políticos violentos en América Latina, en colaboración con Felipe Guerra Guajardo (eds.), Editorial Tempestades, Santiago de Chile, 2024.
- Pisaré las calles nuevamente. Miguel Enríquez y el MIR. Perspectivas desde la historia, Editorial América en Movimiento, Valparaíso, 2024.
- Pasando a la historia. Los Vilos 1855 1965, Ilustre Municipalidad de Los Vilos, Los Vilos, 1996 (reeditado en 2013).
- Si tú quieres que tu jardín se llene de abejas, tienes que tener flores. Formas de participación juvenil en las Casas de la Juventud III y V Región, en colaboración con Oscar Dávila León y Astrid Oyarzún Chicuy, Ediciones CIDPA, Viña del Mar, 1996.
- Sujetos, mentalidades y movimientos sociales en Chile, Ediciones CIDPA, Viña del Mar, 1998.
- Entre jóvenes re-productores y jóvenes co-constructores. Sentidos de la integración en la cultura escolar, en colaboración con Astrid Oyarzún, Leonora Reyes y Raúl Irrazabal, Ediciones CIDPA, Viña del Mar, 2001.
- Capital social juvenil. Intervenciones y acciones hacia los jóvenes, en colaboración con Oscar Dávila, Carmen Gloria Honores y Juan Sandoval, Ediciones CIDPA-INJUV, Santiago de Chile, 2004.
- Entre el dolor y la ira. La venganza de Antonio Ramón Ramón. Chile, 1914, Programa de Estudios y Documentación en Ciencias Humanas, Universidad de Los Lagos, Osorno, 2005 (reeditado en 2007).
- Relaciones de solidaridad y estrategia de reproducción social en la familia popular del Chile tradicional (1750-1860), Consejo Superior de Investigaciones Científicas (CSIC), Madrid, España, 2006.
- Movimiento de Izquierda Revolucionaria, Ediciones Escaparate, Concepción, 2012.
- Trabajadores al poder. El Movimiento de Izquierda Revolucionaria (MIR) y el proyecto revolucionario en Chile, 1965-1994, Ediciones Escaparate, Concepción, 2016.
- Estado oligárquico y protesta popular en Chile (1810-1891), Editorial Universidad de Cantabria co-edición América en movimiento, Santander, España, 2022.